# Perdition
 (mai 2024).
La mise en forme du texte ne suit pas les recommandations de Wikipédia : il faut le « wikifier ».
Les points d'amélioration suivants sont les cas les plus fréquents. Le détail des points à revoir est peut-être précisé sur la page de discussion.
- Les titres sont pré-formatés par le logiciel. Ils ne sont ni en capitales, ni en gras.
- Le texte ne doit pas être écrit en capitales (les noms de famille non plus), ni en gras, ni en italique, ni en « petit »…
- Le gras n'est utilisé que pour surligner le titre de l'article dans l'introduction, une seule fois.
- L'italique est rarement utilisé : mots en langue étrangère, titres d'œuvres, noms de bateaux, etc.
- Les citations ne sont pas en italique mais en corps de texte normal. Elles sont entourées par des guillemets français : « et ».
- Les listes à puces sont à éviter, des paragraphes rédigés étant largement préférés. Les tableaux sont à réserver à la présentation de données structurées (résultats, etc.).
- Les appels de note de bas de page (petits chiffres en exposant, introduits par l'outil «  Source ») sont à placer entre la fin de phrase et le point final[comme ça].
- Les liens internes (vers d'autres articles de Wikipédia) sont à choisir avec parcimonie. Créez des liens vers des articles approfondissant le sujet. Les termes génériques sans rapport avec le sujet sont à éviter, ainsi que les répétitions de liens vers un même terme.
- Les liens externes sont à placer uniquement dans une section « Liens externes », à la fin de l'article. Ces liens sont à choisir avec parcimonie suivant les règles définies. Si un lien sert de source à l'article, son insertion dans le texte est à faire par les notes de bas de page.
- La présentation des références doit suivre les conventions bibliographiques. Il est recommandé d'utiliser les modèles {{Ouvrage}}, {{Chapitre}}, {{Article}}, {{Lien web}} et/ou {{Bibliographie}}. Le mode d'édition visuel peut mettre en forme automatiquement les références.
- Insérer une infobox (cadre d'informations à droite) n'est pas obligatoire pour parachever la mise en page.

Pour une aide détaillée, merci de consulter Aide:Wikification.
Si vous pensez que ces points ont été résolus, vous pouvez retirer ce bandeau et améliorer la mise en forme d'un autre article.
Perdition est une pièce de théâtre de 1987 écrite par Jim Allen. Sa première représentation au Royal Court Theatre de Londres, dans une production dirigée par Ken Loach, est abandonnée à cause de protestations et de critiques à son encontre par deux historiens, provoquées par ses affirmations tendancieuses et controversées.

## Outline
La pièce se base sur le procès Kastner en Israël en 1954–55, procès en diffamation concernant des accusations de collaboration pendant la Seconde Guerre mondiale en 1944 entre les dirigeants du mouvement sioniste en Hongrie et les nazis.
Le point de départ est le procès de Rudolf Kastner, membre dirigeant du comité d'aide et de sauvetage de Budapest, comité qui se consacrait à aider les Juifs à fuir la Hongrie occupée par les nazis. Ce procès en diffamation se tient à propos des accusations que Malchiel Gruenwald a porté contre lui dans un pamphlet, sur sa collaboration avec Adolf Eichmann, officier SS chargé de la Shoah en Hongrie. Le verdict de première instance conclut qu’il « avait vendu son âme au diable » en sauvant quelques Juifs tout en ne prévenant pas les autres que ce que les nazis présentaient comme une réinstallation était en fait une déportation vers les chambres à gaz d’Auschwitz. Le procès en appel devant la cour suprême d'Israël en 1958 renverse le premier verdict. L’affirmation de collaboration avec Eichmann est jugée fausse. Entre les deux verdicts, Kastner est assassiné. Encore en 2017, Paul Bogdanor conclut que Kastner est coupable de collaboration. « Pendant la Shoah, l’homme à la tête des opérations de sauvetage des Juifs a trahi son devoir de secourir les victimes et s’est mis au service des assassins ».
La pièce de théâtre, faisant un parallèle avec le procès de 1954, imagine un procès fictif ayant lieu en 1967 à Londres, où le Dr. Yaron poursuit Ruth Kaplan, un Juif israélien qui l’accuse d’avoir collaboré avec Eichmann. Allen pose la question morale du choix de sauver quelques juifs avec des actes de collaboration supposée, en accord avec la philosophie sioniste de renforcer le peuplement d’Israël, mais au prix du sacrifice de la vie des autres Juifs (dans la vie réelle, Kastner est supposé avoir sacrifié les Juifs hongrois en ne les informant pas de la réalité d’Auschwitz, alors qu’il disposait de toutes les informations, dans le cadre d’un accord avec Eichmann, accord non-avéré : son silence pour maintenir le calme dans les ghettos, contre quelques centaines de vie). La pièce inclut quelques images comme « le couteau juif dans le poing nazi » (retirée au cours des répétitions) et accuse les leaders juifs : « Pour sauver votre peau, vous les avez pratiquement conduit à la chambre à gaz ! ». Les personnages affirment que « Israël a été fondé sur les piliers de la culpabilité occidentale et les dollars américains » et « Israël est marquée du sang des Juifs de Hongrie ».
Allen est influencé par le livre du militant Lenni Brenner Le Sionisme à l’âge des dictatures (1983) qu’il décrit comme une « mine d’or ». Dans une interview au magazine Time Out au moment de la première tentative de montage de la pièce, Allen la décrit comme « l’attaque la plus mortelle contre le sionisme jamais écrite, parce qu’elle touche au mythe le plus intouchable de notre époque, la Shoah. Parce qu’elle affirme que quelques Juifs privilégiés ont collaboré à l’extermination de leur propre peuple dans le but de construire un État sioniste, Israël, un État lui-même raciste »,. Selon Allen, pendant la Shoah, « plus vous descendiez dans l’échelle sociale, plus vous trouviez de résistance ; mais plus vous montiez dans l’échelle sociale, plus vous trouviez de coopération et de collaboration [avec les nazis] ». Dans une interview au Guardian, Allen affirme que les intérêts sionistes correspondaient à ceux d’Hitler, sur une base opportuniste, Hitler admirant lui aussi les sionistes, des Juifs prêts à se battre pour une terre.
Chaim Bermant écrit dans The Jewish Chronicle que Allen affirme « que l’ensemble des leaders du mouvement sioniste [...] des gens qui ont fait tout leur possible pour sauver les Juifs d’Europe – ont été impliqué dans une sombre conspiration pour les trahir ». David Cesarani écrit que, comme Brenner dans son livre, Allen s’appuie sur des stéréotypes antisionistes soviétiques plaçant au centre la « conspiration juive ».

## Annulation et controverse
En janvier 1987, la production dirigée par Ken Loach de la pièce Perdition au Royal Court Theatre est annulée la veille de l’avant-première. L’historien Martin Gilbert affirme que la pièce est un « travestissement complet des faits » et « profondément antisémite «, en comptabilisant une soixantaine d’erreurs dans le texte. Il affirme au Sunday times:
En réalité il y a des erreurs presque sur chaque page du scénario ; pas seulement des erreurs factuelles, mais aussi des insinuations et des allégations contre des Juifs qui ne peuvent plus se défendre, puisqu’ils ont été assassinés il y a plus de 40 ans par des personnes avec qui, le scénario insiste sur ce point, ils étaient en collusion sinistre et délibérée.
Un autre spécialiste, David Cesarani, approuve. Max Stafford-Clark, alors directeur artistique du Royal Court, rejette les affirmations que la pièce serait antisémite ou contiendrait des erreurs, mais que continuer la production de cette pièce provoquerait une grande détresse dans certaines partie de la communauté. Stafford-Clark rappelle en 2021 que Stephen Roth, président du Institut des affaires juives (en), lui a dit que dans le texte d’Allen « la résistance juive n’est pas mentionnée, que la situation confuse de Budapest n’est pas mentionnée et que le nombre de personnes sauvées n’est pas mentionné non plus. »
Loach affirme que le Royal Court a cédé à la pression des juifs britanniques, dont Roth, l’éditeur Lord Weidenfeld, et le conseiller politique Lord Goodman,. Ken Loach dit à un journal du parti révolutionnaire des travailleurs qu’il « qu’il n’avait jamais eu affaire au lobby sioniste auparavant, et qu’il était étonné par la force, l’organisation et la puissance de ce lobby ». Il dit aussi que « Les sionistes veulent conserver intact le sentiment de culpabilité envers les Juifs, afin que ce soit un sujet dont on ne puisse discuter ». Il en veut aussi à la dramaturge Caryl Churchill, qui a soutenu la décision de Stafford-Clark. Jim Allen s’en prend à la « machine sioniste ». Cesarani, dans le Jewish Socialist, écrit en réponse que « les protagonistes de la pièce manipulent les stéréotypes antisémites ». Le syndicat des directeurs de Grande-Bretagne a protesté contre l’annulation.
Dans une lettre au Guardian en 2004, et en rapport avec la fin prématurée d’une autre pièce controversée, Loach écrit que l’accusation d’antisémitisme contre la pièce d’Allen est « la manière traditionnelle de repousser les arguments anti-sionistes ».
Glenda Abramson écrit dans Drama and Ideology in Modern Israel en anglais : Théâtre et idéologie dans l'Israël moderne) (1998) que, dans sa pièce, Allen « utilise le sionisme plutôt que le nazisme comme exemple de fascisme et fait l’analogie avec Israël plutôt qu’avec l’Allemagne nazie dans son alerte avec la renaissance future du fascisme mondial ». Dans un article pour The Jewish Chronicle en 2017, Dave Rich décrit la pièce comme un mensonge stalinien, et que Loach utilise l’affaire Perdition « pour tenter d’affirmer que la totalité du mouvement sioniste a collaboré à l’assassinat des Juifs ;  soit par un calcul et cynique — en se souciant uniquement d’amener des Juifs en Palestine — soit par affinité idéologique ».

## Derniers développements
En 1999, la pièce a été jouée au Gate Theatre à Londres, produite par Elliot Levey, gendre de Ken Loach, dans ce que David Jay, écrivant dans le New Statesman, a décrit comme « version considérablement réécrite ». Levey défend la pièce en 1999 : « Ce n’est pas historiquement faux. C’est une pièce très pro-juive. Mon espoir est qu’on ne s’assiéra pas dessus, comme dans les années 80. ».
Perfidy, de Ben Hecht, est un ouvrage non-fictionnel à propos de l’affaire Kastner. Le titre de la pièce est en écho au titre du livre de Hecht.